# Llantrisant
Llantrisant (wymowaⓘ) – miasto w południowej Walii, w hrabstwie Rhondda Cynon Taf (historycznie w Glamorgan), położone na północnym brzegu rzeki Clun. Tworzy spójny zespół miejski z sąsiednimi Talbot Green i Pontyclun. W 2011 roku liczyło 4876 mieszkańców.
Znajdują się tu ruiny zamku z XIII wieku. W XIX wieku miasto było ośrodkiem wydobycia węgla i żelaza. Od 1967 mieści się tu Royal Mint, brytyjska mennica państwowa.